# Seen Through the Veils of Darkness (The Second Spell)
Seen Through the Veils of Darkness (The Second Spell) debitantski je studijski album norveškog black metal-sastava Gehenna. Album je 16. listopada 1995. godine objavila diskografska kuća Cacophonous Records.

## Popis pjesama
| 1.    | »Lord of Flies«                    | 5:00 |
| 2.    | »Shairak Kinnummh«                 | 5:05 |
| 3.    | »Vinterriket« (Zimsko kraljevstvo) | 3:54 |
| 4.    | »A Witch Is Born«                  | 4:21 |
| 5.    | »Through the Veils of Darkness«    | 4:33 |
| 6.    | »The Mystical Play of Shadows«     | 3:09 |
| 7.    | »The Eyes of the Sun«              | 3:27 |
| 8.    | »A Myth...«                        | 8:56 |
| 9.    | »Dark Poems Author«                | 5:11 |
| 43:36 |                                    |      |

## Zasluge
Gehenna
- Dolgar – vokali, ritam gitara
- Sanrabb – vokali, solo gitara, tekstovi, produkcija, miksanje
- Svartalv – vokali (na pjesmi 8), bas-gitara, prateći vokali
- Dirge Rep – bubnjevi, tamburin, produkcija, miksanje
- Sarcana – klavijature, orgulje

Dodatni glazbenici
- Garm – vokali (na pjesmi 3)

Ostalo osoblje
- Beastus Rex – naslovnica, ilustracije, fotografija
- Frater Nihil – fotografija
- Terje Refsnes – produkcija, miksanje